# Alena Munková
Alena Munková, rozená Alena Synková (24. září 1926 Praha – 14. dubna 2008 Praha) byla česká novinářka a publicistka, scenáristka a dramaturgyně, vnučka nakladatele Adolfa Synka a mladší sestra spisovatele Františka Listopada, která se stala jednou z posledních osob, které byly v době 2. světové války v dětském věku vězněny v Terezínském ghettu a přežily holokaust. Její tehdejší dívčí básničky pocházející z let 1942–1945, kdy zde byla vězněna, byly několikrát i zhudebněny.

## Život
Po 2. světové válce vystudovala žurnalistiku na fakultě Vysoké školy politické a sociální a posléze pracovala ve Filmovém studiu na Barrandově, nicméně z politických důvodů byla na počátku 50. let donucena této činnosti zanechat. Poté od roku 1954 pracovala v nakladatelství Naše vojsko a souběžně s tím vystudovala pražskou FAMU, poté pracovala v dokumentačním oddělení Ústřední půjčovny filmů v Praze, kde vydávala pravidelný týdenní bulletin Filmové informace. Od roku 1964 působila jako scenáristka a dramaturgyně Studia kresleného a loutkového filmu, od té doby se váže její spolupráce na animovaných dílech a televizních seriálech populárních večerníčků s Václavem Bedřichem, Vladimírem Jiránkem nebo Jiřím Šalamounem.

## Dílo

### Scénáře, výběr
Společně se svým manželem Jiřím Munkem pracovala jako významná scenáristka dokumentárních a zejména animovaných filmů a seriálů – například:
- Štaflík a Špagetka (26 dílů)
- Anička skřítek a Slaměný Hubert
- Viki a Tiki (13 dílů)
- Pozor, bonbón! (13 dílů)
- Pučálkovic Amina (11 dílů)
- Z deníku žáka III.B aneb Edudant a Francimor (13 dílů)

### Knihy
- 2000 Štaflík a Špagetka
- 2004 Nová dobrodružství Štaflíka a Špagetky
- Milý pane Wilde (kniha korespondence Manky a Josefa Jedličkových)